# فلورنس (كولورادو)
فلورنس (بالإنجليزية: Florence, Colorado)‏ هي مدينة تقع في مقاطعة فريمونت بولاية كولورادو في الولايات المتحدة. تبلغ مساحتها 10.5 (كم²)، وترتفع عن سطح البحر 1579 م، بلغ عدد سكانها 3653 نسمة في عام 2000 حسب إحصاء مكتب تعداد الولايات المتحدة وتصل الكثافة السكانية فيها 347.9 نسمة/كم2.

## أعلام
- إرنست باغانو
- دونالد هوارد منزل

## وصلات خارجية
- City of Florence Colorado